# Richthofen

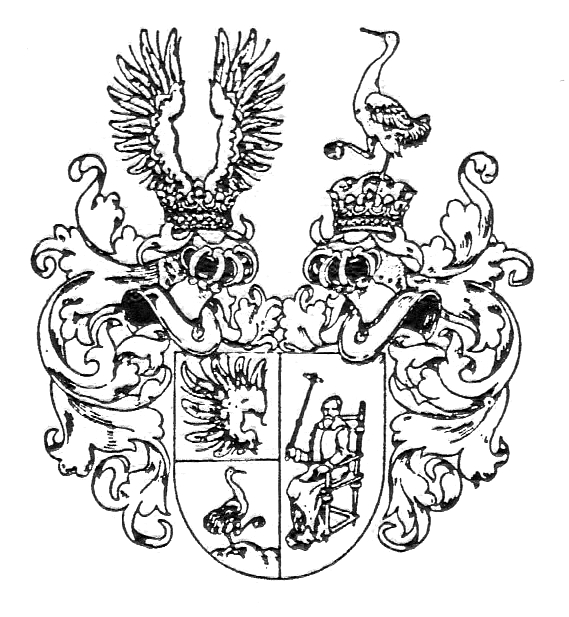
Escut de la família Richthofen.

Richthofen és el cognom d'una nissaga aristocràtica alemanya. El membre més conegut n'és l'as de l'aviació Manfred von Richthofen (1892-1918), més conegut com «el Baró Roig». Alguns membres de la família tenen antecessors reials en ser descendents del més gran dels dos fills il·legítims de Leopold I, príncep d'Anhalt-Dessau, per part de Sophie Eleonore Sölden.

## Walter von Richthofen
El baró Walter von Richthofen, oncle de Manfred von Richthofen, emigrà de Silèsia als Estats Units el 1877. Fundà la cambra de comerç a Denver (Colorado), i fou cofundador de Montclair, un poble a l'est de Denver, que ara és un barri de la ciutat. El seu Castell Richthofen era una de les mansions més sumptuoses de l'oest americà. Les obres van començar el 1883 i es van acabar el 1887, i fou modelada com el Castell Richthofen original a Alemanya. Situades al costat del castell, s'hi poden trobar les cases dels servents així com l'hospital.

## Els asos de l'aviació
Manfred von Richthofen fou l'as d'asos de la Primera Guerra Mundial, amb 80 victòries confirmades abans de ser abatut. El seu germà Lothar von Richthofen (1894-1922), també fou un as de l'aviació, amb 40 victòries. Serví conjuntament amb el seu germà a la Jasta 11. Lothar morí en un accident d'aviació el 1922.

## Segona Guerra Mundial
Els dos aviadors foren cosins quarts del mariscal de camp alemany Wolfram von Richthofen (1895-1945), també as de la Primera Guerra Mundial. Frieda von Richthofen (1879-1956), qui es casà amb el novel·lista D. H. Lawrence (1885-1930) al juliol de 1914, era cosina cinquena de Manfred. Tot i que el seu últim antecessor comú havia nascut el 1661, la fama del Baró Roig perseguí la reputació de Frieda a Anglaterra durant la guerra. La germana de Frieda, Else von Richthofen fou la primera sociòloga d'Alemanya. El seu besnebot, el baró i doctor Hermann von Richthofen, fou l'ambaixador d'Alemanya a Gran Bretanya des de 1989 fins a 1993, i el seu cognom el feu un dels preferits de la premsa.

## Herbert Freiherr von Richthofen
Herbert von Richthofen fou un ambaixador a Bulgària entre 1938 i 1941. No era membre del Partit Nacional Socialista dels Treballadors Alemanys ni simpatitzant Nazi. Per aquesta raó fou substituït en el seu càrrec per una persona sense coneixements diplomàtics, però membre del partit.

## Altres
Altres membres coneguts de la família són:
- Ferdinand von Richthofen (1833-1905), viatger alemany, geògraf i científic.
- Else von Richthofen (1874-1973), sociòloga i feminista alemanya.
- Bolko von Richthofen (1899-1983), arqueòleg alemany.
- Hermann von Richthofen (nascut el 1933), diplomàtic alemany.